# Доњи Мацељ
Доњи Мацељ је насељено место у саставу општине Ђурманец у Крапинско-загорској жупанији, Хрватска. До територијалне реорганизације у Хрватској налазио се у саставу старе општине Крапина.

## Становништво
На попису становништва 2011. године, Доњи Мацељ је имао 566 становника.

## Попис1991.
На попису становништва 1991. године, насељено место Доњи Мацељ је имало 583 становника, следећег националног састава:
| Попис 1991.‍ | Попис 1991.‍ | Попис 1991.‍ | Попис 1991.‍ | Попис 1991.‍ |
| ----------- | ----------- | ----------- | ----------- | ----------- |
|             |             |             |             |             |
| Хрвати      | Хрвати      |             | 578         | 99,14%      |
| Словенци    | Словенци    |             | 2           | 0,34%       |
| Муслимани   | Муслимани   |             | 1           | 0,17%       |
| Срби        | Срби        |             | 1           | 0,17%       |
| непознато   | непознато   |             | 1           | 0,17%       |
| укупно: 583 |             |             |             |             |